# Lowville (falu, New York)
Lowville település az Amerikai Egyesült Államok New York államában, Lewis megyében, melynek megyeszékhelye is. Lakosainak száma 3272 fő (2020. április 1.).

## Népesség
A település népességének változása:

| 2010 | 3 470 |
| 2020 | 3 272 |